# Wolfgang Sachs (Manager)
Wolfgang Sachs (* 23. September 1899 in Posen; † 1974) war ein deutscher Manager und Versicherungsmathematiker.

## Leben
Sachs wurde als Sohn des promovierten Ingenieurs Johannes Sachs geboren und studierte nach dem Notabitur am Lessing-Gymnasium in Frankfurt am Main 1917 und Wehrdienst im Ersten Weltkrieg ab Wintersemester 1918/19 an der Universität Frankfurt am Main Mathematik und Geologie. Ab 1923 war er Versicherungsmathematiker bei der Lebensversicherungs-Gesellschaft in Berlin-Steglitz. 1927 wurde er in Frankfurt bei Martin Brendel und Ernst Hellinger promoviert (Über einige Approximationen in der Lebensversicherungstechnik). Ein weiterer Prüfer im Rigorosum war Max Dehn.
Sachs hatte verschiedene Ämter in Fachorganisationen und war Mitherausgeber der Zeitschrift für Versicherungswirtschaft, zudem veröffentlichte er mehrere wissenschaftliche Bücher.
Er war Chefmathematiker und Ende der 1960er Jahre Vorstandsmitglied der Victoria-Versicherungsgesellschaft in Düsseldorf.

## Schriften
- Die veränderliche Sterblichkeit, unkonventionelle Betrachtungen eines praktischen Lebensversicherers, Tübingen: Mohr 1949
- Erfahrung und Erwartung. Versicherungstechnische Umweltprobleme. Mit einer Einführung von Helmut Kracke. Karlsruhe: Verlag Versicherungswirtschaft 1967
- Herausgeber mit G. Drude: Lebensversicherungstechnisches Wörterbuch, Würzburg: Triltsch 1954, 2. Auflage: Karlsruhe, Verlag Versicherungswirtschaft, 1964